# Erehof Bakhuizen
Erehof Bakhuizen is een onderdeel van de rooms-katholieke begraafplaats van Bakhuizen in de Nederlandse provincie Friesland. De graven liggen bij de ingang van de begraafplaats, naast de rooms-katholieke Sint Odulphuskerk, aan de Sint Odulpusstraat. Er staan 9 stenen met daarop de volgende namen:
| Naam                      | Functie              | Onderdeel                         | Sq                 | Overleden  | Leeftijd |
| ------------------------- | -------------------- | --------------------------------- | ------------------ | ---------- | -------- |
| Charles Ablett            | Boordschutter        | Royal Air Force Volunteer Reserve | 61e Squadron       | 03-01-1944 | 19       |
| John Stanley Baldwin      | Bommenrichter        | Royal Canadian Air Force          | 61e (RAF) Squadron | 03-01-1944 | 20       |
| John Vincent Conlon       | Sergeant             | Royal Australian Air Force        | 460e Squadron      | 23-01-1943 | 23       |
| Charles Gordon Crosby     | Boordschutter        | Royal Air Force Volunteer Reserve | 61e squadron       | 03-01-1944 | 35       |
| Gordon Edward Heasman     | Boordwerktuigkundige | Royal Air Force Volunteer Reserve | 61e Squadron       | 03-01-1944 | 33       |
| Joseph Gerald Holden      | Navigator            | Royal Air Force Volunteer Reserve | 61e Squadron       | 03-01-1944 | 20       |
| Stuartson Charles Methven | Piloot               | Royal Australian Air Force        | 460e Squadron      | 23-01-1943 | 30       |
| James Stock               | Radio-operator       | Royal Air Force Volunteer Reserve | 61e Squadron       | 03-01-1944 | 22       |
| George Arthur Tull        | Piloot               | Royal Air Force Volunteer Reserve | 61e Squadron       | 03-01-1944 | 22       |

## Geschiedenis
Op 23 januari 1943 was een Lancaster-bommenwerper, de W4308 van het 460e Squadron, onderweg voor een missie naar Düsseldorf. Toen het de Nederlandse kust naderde, werd de bommenwerper aangevallen door een nachtjager. Om 20.54 uur stortte het vliegtuig in een open stuk land neer bij Warns langs de Friese kust. Twee bemanningsleden raakten dodelijk gewond en werden begraven op de rooms-katholieke begraafplaats van Bakhuizen. De overige bemanningsleden werden krijgsgevangen gemaakt. Sergeant R.A. Brown werd gewond afgevoerd naar het ziekenhuis in Leeuwarden.
Op 3 januari 1944 was een Lancaster-bommenwerper, de DV401 van het 61e Squadron, onderweg voor een missie naar Berlijn toen deze boven het IJsselmeer werd aangevallen door een Duitse nachtjager. Zwaar beschadigd en brandend stortte het toestel neer bij Mirns in Friesland. Alle zeven bemanningsleden kwamen daarbij om het leven. Zij werden begraven op de rooms-katholieke begraafplaats van Bakhuizen.